# Nicolai Kielland-Torkildsen
Nicolai Kielland-Torkildsen, född 1848, död 1917, var en norsk bankman.
Kielland-Torkildsen tog 1899 initiativet till bildandet av Centralbanken for Norge och intog som dess förste direktör en ledande ställning inom Norges finansvärld. Kielland-Torkildsen bidrog starkt till att ge Norges bankväsen egna internationella förbindelser.